# Marcus' Children
Marcus' Children è un album di Burning Spear, pubblicato (solo in Jamaica) dalla Burning Music Records nel 1978. Il disco fu registrato al Harry J's Recording Studio di Kingston, Jamaica ed al Compass Point Studio di Nassau, Bahamas.

## Tracce
Lato A
1. Marcus Children Suffer – 4:38 (Winston Rodney)
2. Come – 3:52 (Winston Rodney)
3. Social Living – 4:34 (Winston Rodney)
4. Marcus Say Jah No Dead – 3:51 (Winston Rodney)

Lato B
1. Marcus Senior – 5:10 (Winston Rodney)
2. Nyah Keith – 4:03 (Winston Rodney)
3. Inatitution – 3:30 (Winston Rodney)
4. Mister Garvey – 3:17 (Winston Rodney)
5. Civilize Reggae – 4:03 (Winston Rodney)

Edizione LP del 1978, pubblicato dalla Island Records (ILPS-9556)
Lato A
1. Marcus Children Suffer – 4:38 (Winston Rodney)
2. Social Living – 2:56 (Winston Rodney)
3. Nayah Keith – 4:00 (Winston Rodney)
4. Institution – 3:26 (Winston Rodney)
5. Marcus Senior – 5:05 (Winston Rodney)

Lato B
1. Civilized Reggae – 5:46 (Winston Rodney)
2. Mister Garvey – 4:52 (Winston Rodney)
3. Come – 3:53 (Winston Rodney)
4. Marcus Say Jah No Dead – 3:54 (Winston Rodney)

## Musicisti
- Winston Rodney - voce, percussioni, congas, arrangiamenti
- Earl Chinna Smith - chitarra
- Donald Griffiths - chitarra
- Brinsley Forde - chitarra
- Bertram Ranchie McLean - chitarra
- David Kingsley - chitarra
- Earl H Lindo - tastiere
- Bernard Touter Harvey - tastiere
- Ibo Cooper - tastiere
- Courtney Hemmings - tastiere
- Bobby Ellis - tromba
- Herman Marquis - sassofono
- Richard Dirty Harry Hall - sassofono
- Rico Dickage - strumenti a fiato
- Vin Gordon - trombone
- Robbie Shakespeare - basso
- Aston Barrett - basso
- George Oban - basso
- Sly Dunbar - batteria
- Leroy Horsemouth Wallace - batteria
- Angus Gaye - batteria
- Uziah Sticky Thompson - percussioni